# 夢のお月様
「夢のお月様」（ゆめのおつきさま、Tonight (Could Be the Night)）は、ザ・ヴェルヴェッツ (The Velvets) という5人組のグループが歌った、1961年のロックンロールの楽曲。このグループは、テキサス州ラボックのラジオ局KDAVの元ディスクジョッキー、ヴァージル・ジョンソン (Virgil Johnson) がリード・テナーで、これをバックでマーク・プリンス（Mark Prince：バス）、クラレンス・リグズビー（Clarence Rigsby：テナー）、ロバート・サーズビー (Robert Thursby：ファースト・テナー）、ウィリアム・ソロモン（William Solomon：バリトン）が支えるという編成であった。バックの4人は、もともとジョンソンがテキサス州西部のオデッサで、1959/1960年の学年度に英語を教えた第8学年（中学2年に相当）の生徒たちであった。クラレンス・リグズビーは、1978年に自動車の事故で死去した。
この曲は、恋に落ちることや、求婚の告白、誓いの指輪などを待ち望んでいる、若い女性のことを歌っている。ザ・ヴェルヴェッツはドゥーワップ  (doo-wop) という歌声を入れているが、これは1955年にザ・ターバンズ (The Turbans) の「When You Dance」という曲で、最初に用いられた技法だった。
「夢のお月様」の歌詞はジョンソンが作詞した。『ビルボード』誌のトップ100チャートでは、最高26位まで上昇した。ザ・ヴェルヴェッツは、その後も1966年まで曲を生み出し続けた。1977年には、ニューヨークのリズム・アンド・ブルースのボーカル・グループであるジ・アールズ (The Earls) が、この曲のディスコ・バージョンをリリースした。ジョンソンは、その後も、ノスタルジー的なコンサートなどに時おり出演し続けている。

## 日本への紹介
英語の原題は「今夜（が後の夜かもしれない）」といった意味であり、初期には「今宵こそは」という曲名で紹介されたという。
「夢のお月様」は、漣健児がつけた邦題であり、ザ・ヴェルヴェッツの日本盤もこのタイトルで発売された。漣は日本語の訳詞も手がけ、この日本語詞による歌唱は紀本ヨシオによるものがある。